# Осмаев, Амин Ахмедович
Амин Ахмедович Осмаев (8 октября 1948, Кзыл-Орда — 5 января 2021, Москва) — российский государственный деятель, председатель Палаты Представителей Народного собрания Чеченской Республики, член Совета Федерации (1996—1998).

## Биография
Чеченец. Выпускник Грозненского нефтяного института 1971 года. Окончил Ростовскую высшую партийную школу в 1978 году. Входил в состав правительственной Комиссии по переговорам о прекращении боевых действий, а после войны занимался восстановлением органов власти в Чечне.

### Политическая карьера
В марте 1990 года избран депутатом Верховного Совета Чечено-Ингушской АССР.
В ноябре 1995 года стал председателем Верховного совета бывшей Чечено-Ингушетии (который был восстановлен в качестве пророссийского временного органа власти Чечни). С 1996 по 1998 год был главой Палаты представителей Народного собрания Чеченской Республики (пророссийского органа власти, параллельно с которым существовал парламент Ичкерии), и по должности входил в 1996—1998 годах в Совет Федерации РФ. Член Комитета Совета Федерации по науке, культуре, образованию, здравоохранению и экологии.
Умер 5 января 2021 года в своей квартире в Москве.